# Y.R.N. (Young Rich Niggas)
| Recensione       | Giudizio |
| ---------------- | -------- |
| Pitchfork        | 7,4/10   |
| Robert Christgau |          |
| Spin             | 8/10     |

Y.R.N. (Young Rich Niggas) è un mixtape del gruppo hip hop statunitense dei Migos, pubblicato il 13 giugno 2013 dall'etichetta discografica Quality Control Music. Il mixtape presenta le collaborazioni di Gucci Mane, Trinidad James, Riff Raff e Soulja Boy. Il mixtape è principalmente noto per il singolo Versace, che riuscì a raggiungere la posizione numero 99 della Billboard Hot 100 e la posizione numero 31 della Hot R&B/Hip-Hop Songs. Il mixtape ha superato i 500 000 download tramite i siti DatPiff, MixtapeMonkey e HotNewHipHop.

## Accoglienza
Il mixtape ottenne giudizi prevalentemente positivi da parte della critica di settore e venne anche nominato come uno dei migliori mixtape del 2013 secondo Rolling Stone.

## Tracce
Testi di Quavious Marshall, Kirsnick Ball e Kiari Cephus, eccetto dove indicato.
1. (Intro) Rich Then Famous – 3:35 (musica: Mercy)
2. Chinatown – 3:32 (musica: MPC Cartel)
3. Versace – 3:07 (musica: Zaytoven)
4. Chirpin – 3:43 (musica: Stack Boy Twaun)
5. Adios – 2:44 (musica: Phenom da Don)
6. Hannah Montana – 3:25 (musica: Dun Deal)
7. Bando – 4:46 (musica: Juvie)
8. Cook It Up – 2:23 (musica: Stack Boy Twaun)
9. F*ck 12 – 3:09 (musica: Mack Boy)
10. Bakers Man – 2:26 (musica: Zaytoven)
11. Finesser – 3:33 (musica: Phenom da Don)
12. Pronto – 4:26 (musica: EA)
13. FEMA – 4:00 (musica: Zaytoven)
14. Jumping Out the Gym (feat. Riff Raff e Trinidad James) – 4:46 (testo: Marshall, Ball, Cephus, Horst Christian Simco, Nicholas James Williams – musica: Phenom da Don)
15. YRN – 3:57 (musica: Zaytoven)
16. Dennis Rodman (feat. Gucci Mane) – 4:28 (testo: Marshall, Ball, Cephus, Radric Davis – musica: C4)
17. R.I.P. – 3:27 (musica: Zaytoven)
18. Thank You God (feat. Que) – 3:39 (testo: Marshall, Ball, Cephus, Quintin Square, Jr. – musica: Stack Boy Twaun)
19. We Ready Remix (feat. feat. Soulja Boy) (bonus track) – 4:02 (testo: Marshall, Ball, Cephus, DeAndre Way – musica: Soulja Boy)

## Classifiche
| Classifica (2013)         | Posizione massima |
| ------------------------- | ----------------- |
| Stati Uniti (R&B/Hip-Hop) | 74                |